# Даина Чавиано
Даи́на Чавиано (на испански: Daína Chaviano) е кубинско-американска писателка, сред най-ярките имена в съвременната латиноамериканска литература.
В България е издавана и под името Дайна Чавиано.

## Биография
Даина Чавиано е родена в Хавана, Куба на 19 февруари 1957 г. Емигрира в САЩ през 1991 г. В родината си пише научнофантастични и фентъзи произведения, а в САЩ се пренасочва към исторически романи.
Критиците определят стила ѝ като „неповторимо смесване на фантастика със социален реализъм, мистика и деликатна доза еротизъм“, а също така и като „блестящ опит да премахне границите между жанровете“.
Даина Чавиано е първа братовчедка на актьора Сесар Евора.